# Machine à laver à ultrasons
 (novembre 2012).
Si vous disposez d'ouvrages ou d'articles de référence ou si vous connaissez des sites web de qualité traitant du thème abordé ici, merci de compléter l'article en donnant les références utiles à sa vérifiabilité et en les liant à la section « Notes et références ».
La technologie de machine à laver à ultrasons actuelle est une invention d'un étudiant de Leningrad, en 1986, qui se serait basée sur des techniques de lavage à ultrason dont les preuves de concept remontent aux années 50. Elle permet de laver du linge ou de la vaisselle sans utiliser de lessive,,.
Elle est donc sur ce point plus respectueuse de l'environnement que ses concurrentes qui laissent s'échapper dans les rivières des litres de lessive chimique tous les jours. Il existe cependant des lessives biodégradables.
Les machines à laver à ultrasons sont vendues notamment au Japon.